# 弗雷德·西諾瓦茨
阿尔弗雷德·“弗雷德”·西诺瓦茨（德語：Alfred "Fred" Sinowatz；1929年2月5日—2008年8月11日） 奥地利奥地利社会民主党（SPÖ）政治家。1983年至1986年任奥地利总理。成为总理之前，他从1971年到1983年担任联邦教育部长，从1981年到1983年担任副总理。
西诺瓦茨出生在布尔根兰州莱塔河畔诺伊弗尔德，属于当地的克罗地亚族的少数民族。他入读于维也纳新城和巴登的大学预科，获得结业证书。1953年获得维也纳大学历史学博士学位。此后他称为布尔根兰州政府的公务员，1956年成为州档案馆的工作人员。
1957年，西诺瓦茨当选市议会成员，1961年成为社会民主党书记，同年当选布尔根兰州议会议员，1964年到1966年任州议会议长。1966年，他进入州政府为教育部长。
在1971年的立法选举中，西诺瓦茨成为奥地利国民议会的议员。1971年11月4日，他就任联邦教育和艺术部长。在其十二年任内，他大幅改革教育系统和增加社会流动性。1982年，他促使佛教在奥地利作为官方宗教团体。
1981年，布鲁诺·克赖斯基免去财政部长汉内斯·安德罗施的职务，任命西诺瓦茨为副总理。1983年的选举中社会民主党失去绝对多数选票，克赖斯基总理辞职，西诺瓦茨接任。
1986年总统大选中，西诺瓦茨认为前联合国秘书长库尔特·瓦尔德海姆有“棕色”(即纳粹)的过去，引发了瓦尔德海姆辩论。最终瓦尔德海姆在第二轮选举后当选，西诺瓦茨宣布辞职，由财政部长弗朗茨·弗拉尼茨基接任。1988年，西诺瓦茨辞去社民党主席，同时也辞去了议员职务。
西诺瓦茨退休后回到布尔根兰家乡。1993年诺里库姆丑闻审判结束，他无罪释放。2008年7月他在维也纳总医院接受心脏手术，两周后去世，享年79岁。

## 备注
- This article draws heavily on the corresponding article in the German Wikipedia, as of 21 January 2005.

| 官衔                     | 官衔                     | 官衔                       |
| ------------------------ | ------------------------ | -------------------------- |
| 前任者： 汉内斯·安德罗施 | 奥地利副总理 1981–1983   | 繼任者： 诺伯特·史提格     |
| 前任者： 布鲁诺·克赖斯基 | 奥地利总理 1983–1986     | 繼任者： 弗朗茨·弗拉尼茨基 |
| 政党职务                 |                          |                            |
| 前任者： 布鲁诺·克赖斯基 | 社会民主党主席 1983–1988 | 繼任者： 弗朗茨·弗拉尼茨基 |